# Lừa ma mút Hoa Kỳ
Lừa ma mút Hoa Kỳ (tiếng Anh:American mammoth donkey, Mammoth jack, American mammoth, American mammoth jack là một giống lừa bản địa vùng Bắc Mỹ, hậu duệ của nhiều giống lừa được nhập khẩu vào Hoa Kỳ. George Washington, cùng với Henry Clay và những người khác, nuôi một con lừa có thể được sử dụng để sản xuất những con la làm việc mạnh mẽ. Washington đã được cung cấp Lừa ma mút Hoa Kỳ làm lừa giống vào năm 1788. Các giống lừa có lớn đã được tìm thấy ở Kentucky vào năm 1800.
Các giống lừa có ảnh hưởng đến lừa ma mút bao gồm con lừa Malta, lừa Poitou (đôi khi còn được gọi là lừa ma mút), lừa Andalucia, lừa Majorcan và lừa Catalan. Lừa đực (jack) phải có số đo ít nhất 14 hand (56 inch, 142 cm) và con cái (jenny / jennet) phải có số đó ít nhất 13,2 hand (54 inch, 137 cm).
Các cá thể lừa thuần chủng và thuần chủng của giống phù hợp với tiêu chuẩn được công bố được coi là giống chính thức, đăng ký với Cơ quan Đăng ký Ma Mút Hoa Kỳ, thường được gọi bằng nhiều tên khác nhau bao gồm Mammoth Jackstock Hoa Kỳ, Mammoth Jack và Mammoth Jack. Những giống lừa này có thể bao gồm cả các con cái.
Lừa ma mút Hoa Kỳ có kích thước lớn nhất còn sống có số đo 17 hand (68 inch, 173 cm), cư trú tại Waxahachie, Texas.